# Christiane Schröder
Christiane Schröder (* 18. Januar 1942 in Berlin; † 17. September 1980 in San Francisco) war eine deutsche Schauspielerin.

## Leben
Christiane Schröder war das zweite Kind des Schauspielerehepaars Ernst Schröder und Inge Thiesfeld (1909–1946), die ebenfalls beide den Freitod wählten. Ihr älterer Bruder war der Kameramann, Regisseur und Schauspieler Sebastian C. Schröder (1939–2022).
Sie debütierte 1961 in Berlin, wo sie neben ihrem für sie übermächtigen Vater am Schillertheater auftrat und gehörte ab 1963 zu Peter Zadeks Ensemble am Bremer Theater. Anschließend spielte sie am Landestheater in Hannover. Ende der 1960er Jahre ging sie zu den Münchner Kammerspielen und arbeitete unter der Regie von Fritz Kortner und August Everding. 1970 spielte sie an der Seite von Oskar Werner die Ophelia in dessen Hamlet-Inszenierung auf den Salzburger Festspielen. 1972 war sie in der Schiller-Theater-Werkstatt in Berlin das Gretchen im Urfaust, 1973 neben Klaus Maria Brandauers Romeo die Julia am Münchner Residenztheater. Im selben Jahr gab sie bei den Dramatischen Werkstätten Salzburg ihr Debüt als Theaterregisseurin.
Schröder spielte in zahlreichen TV-Sendungen, wie Der Kommissar und Derrick und wirkte in bekannten Literaturverfilmungen mit, etwa von Gerhart Hauptmanns Der Biberpelz und Heinrich von Kleists Der zerbrochne Krug. Außerdem war sie als Hörspielsprecherin tätig. 1968 sprach sie Hauptrollen in den Hörspielen Kettenreaktion und Die Serviette.
1973 zerbrach ihre zwölfjährige Beziehung mit dem rund 20 Jahre älteren Berliner Film- und Fernsehstudioinhaber Werner Wollek. Christiane Schröder zog vorübergehend in die USA zu einem Arzt, den sie nur von dessen Fanbriefen an sie kannte. Nach 3 Monaten war auch diese Beziehung beendet.
Nach ihrer Rückkehr nach Deutschland begann sie vertragsgemäß die Proben für eine Theater-Tournee mit Minna von Barnhelm unter der Regie von Boleslaw Barlog, brach diese aber nach zwei Wochen ab und verabschiedete sich vom Schauspielerberuf. Sie verkaufte ihre Wohnungen in Berlin und München, um erneut in die Staaten zu reisen.
Dort lernte sie den lettischen Künstler Peter Vismanis (1923–2000) kennen, der in den 1950er Jahren in die USA ausgewandert war. Nach Ablauf ihres Visums heirateten die beiden im März 1978, um ihr eine Green Card zu ermöglichen. Vismanis machte sie mit den Heilslehren des Inders Jiddu Krishnamurti bekannt. Christiane Schröder verbrachte mit einer Freundin und den Büchern des Inders einige Monate auf einem Bauernhof im österreichischen Natternbach, dann zog sie mit Vismanis in ein kleines Holzhaus in San Francisco und begann zu malen.
Nach ausbleibendem Erfolg bekam sie langsam eine schwere Depression, fügte sich immer wieder Schnittverletzungen zu und verschwand öfter von zuhause, zuletzt im September 1980. Vismanis meldete sie erst nach einiger Zeit als vermisst.
Am 17. September 1980 war sie vom Brückenwächter der Golden Gate Bridge beobachtet worden, als sie in die Bucht von San Francisco sprang. Da sie keinerlei Papiere bei sich hatte, bekam sie zunächst die Nummer 721 im Selbstmörderbuch der Brücke und wurde erst im Januar 1981 vom Ehemann identifiziert. Ihre Asche befand sich noch Jahre nach ihrem Tod bei einem Beerdigungsinstitut in Aufbewahrung, da niemand sie abholte.

## Theater
- 1961: Der Kreidegarten – Regie: Ilo von Janko
- 1963: Ein Sommernachtstraum – Regie: Peter Zadek
- 1965: Minna von Barnhelm – Regie: Herbert Kreppel
- 1966: Frühlings Erwachen – Regie: Peter Zadek
- 1966: Herr Puntila und sein Knecht Matti – Regie: Fritz Zecha
- 1968: Der Sturm – Regie: Fritz Kortner
- 1968: Der Rückfall – Regie: Rolf Henniger
- 1969: Arsen und Spitzenhäubchen – Regie: Dieter Giesing (Münchner Kammerspiele)
- 1970: Magic Afternoon – Regie: Eberhard Pieper
- 1970: Hamlet – Regie: Oskar Werner
- 1971: Tango – Regie: Hansjörg Utzerath (Theater der freien Volksbühne Berlin)
- 1972: Der zerbrochene Krug – Regie: Gerhard F. Hering
- 1972: Urfaust – Regie: Michael Degen
- 1972: Der Todestanz – Regie: Rudolf Noelte (Berlin)
- 1973: Romeo und Julia – Regie: Otto Schenk (Residenztheater München)
- 1973: Zur schönen Aussicht – Regie: Ullrich Haupt (Residenztheater München)
- 1974: Der Regenmacher – Regie: Wolfgang von Stas
- 1974: Der Todestanz – Regie: Rudolf Noelte (Europatournee)

## Fernsehen
- 1962: Der Biberpelz – Regie: John Olden
- 1962: Theorie und Praxis – Regie: Erik Ode
- 1965: Held Henry – Regie: Heribert Wenk & Peter Zadek
- 1966: Frühlings Erwachen – Regie: Peter Zadek
- 1967: Der Kreidegarten – Regie: Edward Rothe
- 1967: Der Alte – Regie: Lutz Büscher
- 1967: Der Tod läuft hinterher – Regie: Wolfgang Becker
- 1968: Mord in Frankfurt – Regie: Rolf Hädrich
- 1968: Der Sommer der 17. Puppe – Regie: Korbinian Köberle
- 1969: Tag für Tag – Regie: Hans-Reinhard Müller
- 1969: Tagebuch eines Frauenmörders – Regie: Helmut Käutner
- 1969: Der Rückfall – Regie: August Everding
- 1970: Die Berufe des Herrn K. – Regie: Alfréd Radok
- 1970: Der Kommissar: Der Papierblumenmörder – Regie: Zbyněk Brynych
- 1971: Der Opernball – Regie: Eugen York
- 1971: Babysitter – Regie: Hans Bachmüller
- 1971: Der verliebte Teufel – Regie: Rainer Wolffhardt
- 1971: Schweigen – Regie: Johann-Richard Hänsel
- 1971: Ball im Savoy – Regie: Eugen York
- 1972: Der Kommissar: Das Ende eines Humoristen – Regie: Theodor Grädler
- 1972: Agent aus der Retorte – Regie: Wolfgang Glück
- 1973: Stationen – Regie: Herbert Ballmann
- 1974: Der zerbrochene Krug – Regie: Franz Peter Wirth
- 1975: Derrick: Mitternachtsbus – Regie: Theodor Grädler (gedreht 1973)
- 1977: Der Todestanz – Regie: Rudolf Noelte (Theateraufführung von 1974)

## Hörspiele
- 1963: Requiem für einen Bullen – (Rolle: Sekretärin) – Autor: Corinne Pulver, Regie: Friedhelm Ortmann (RB, 07.06.)
- 1966: Sieben gute Eigenschaften – (Rolle: Ruth) – Autor: Rusia Lampel, Regie: Gustav Burmester (NDR, 01.01.)
- 1967: Ehe der Hahn kräht – (Rolle: Novizin Tina) – Autor: Otto Heinrich Kühner, Regie: Ulrich Lauterbach (RB/SFB/SR 19.05.)
- 1968: Kettenreaktion (Rolle: Bianca) – Autor: Edoardo Anton, Regie: Jörg Jannings[1] (RIAS Berlin, 12.02.)
- 1968: Die Serviette – (Rolle: Das Mädchen) – Autor und Regisseur: Ludvík Aškenazy[2] (BR/RB/SWF 03.09.)
- 1969: Spur ohne Namen – (Rolle: Valerie) – Autor: Helen McCloy, Regie: Edmund Steinberger (BR, 20.03.)
- 1969: Bericht für einen Aufsichtsrat – (Rolle: Malibu Schmid) – Autor: Andreas Okopenko & Bernd Grashoff, Regie: Hans Breinlinger (BR, 02.06.)
- 1969: Unter dem Milchwald – (Rolle: Lilly Smalls) – Autor: Dylan Thomas, Regie: Raoul Wolfgang Schnell (BR/WDR, 05.09.)
- 1970: Die Schwänzerin – (Rolle: Monika) – Autor: Walentin Chorell, Regie: Horst Loebe (RB, 10.04.)
- 1970: Eine Ballerina ganz in Orange – (Rolle: Mondlandung) – Autor: Valeriu Sârbu, Regie: Elena Negreanu & Tatjana Andreicic (BR/WDR, 01.05.)
- 1971: Ein Inspektor kommt – (Rolle: Tochter Sheila) – Autor: J. B. Priestley, Regie: Walter Ohm (BR, 02.04.)
- 1972: Der Subtyp kennt den Dreh – (Rolle: Junge Frau) – Autor: Michael Buchwald, Regie: Manfred Marchfelder (NDR, 18.03.)
- 1972: Longplay – (Rolle: Mädchen aus der Wohngemeinschaft) – Autor: Wilhelm Genazino, Regie: Manfred Marchfelder (BR, 01.12.)